# 아브라함 고틀로프 베르너

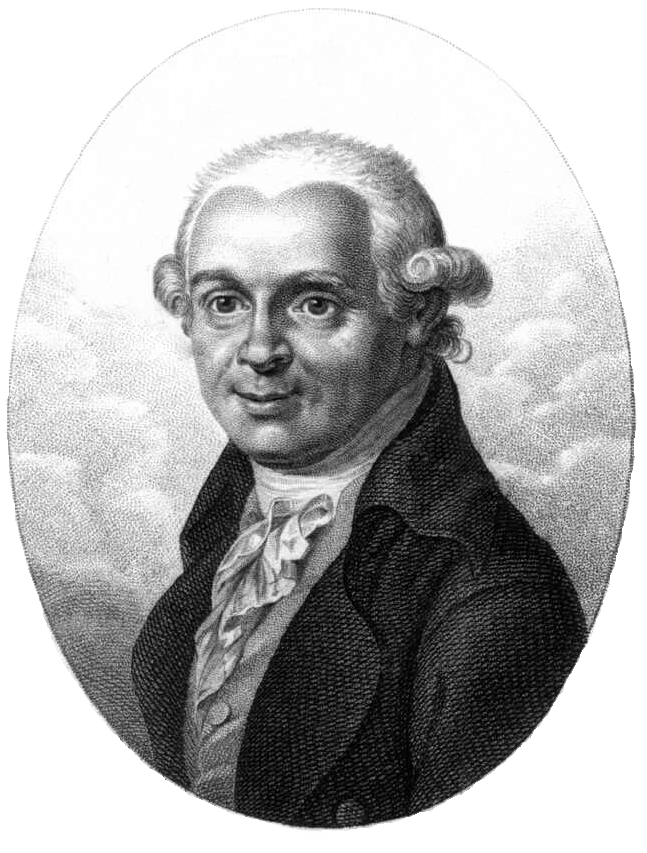
아브라함 고틀로프 베르너

아브라함 고틀로프 베르너(Abraham Gottlob Werner, 1749년~1817년)는 독일의 지질학자이다. 모든 암석은 태초의 해양에서 퇴적되어 형성되었다는 수성론(Neptunism)을 주장하였다.

## 생애
1749년 베르너는 300년간 철강업에 종사해 온 가정에서 태어났다. 아버지는 주철 공장 관리를 하고 있었지만, 베르너는 어렸을 때부터 그 일을 도와 아버지의 광물 표본에 관심을 갖고 있었다. 1769년 프라이부르크 대학교에서 광산 기술을 배우고, 1771년 라이프치히 대학에서 광산법을 배웠다. 1774년 재학 중 내놓은 최초의 논문 "광물의 외부 특징에 대해"이 인정되어 1775년부터 1817년 사이, 플라이 베르크 광산 대학의 교수를 맡는다.
베르너는 무기물 분류는 화학 구성에 따라야 한다는 것은 인정하면서도 당시의 분석에 퇴고를 기대할 수 없었기 때문에 외부의 특징에 의한 분류 방법을 연구했다. 광물학 등 정확한 학술 용어를 도입한 것도 그이다. 또한 지상의 단단한 암석은 화성암 기원이라는 계층 서론 연구에 근거한 아이디어에 대해 베르너는 암석은 모든 바다의 바닥에 퇴적되어 생긴 것이라고 주장하는 《수성암 기원설》을 주장했다.
그는 교육자로서도 매우 뛰어난 재능을 가졌고, 베르너 학파로 불리는 일파를 구축했다. 레오폴드 폰 부흐, 알렉산더 폰 훔볼트 등은 그의 제자이다.